# Teays Valley (CDP)
Teays Valley ist ein Census-designated place (CDP) im Putnam County, West Virginia in den Vereinigten Staaten und besteht aus den beiden Ortschaften Teays und Scott Depot. Im Jahr 2000 hatte der CDP 12.704 Einwohner.

## Geographie
Teays Valleys geographische Koordinaten lauten 38° 27′ N, 81° 56′ W (38,447204, -81,937324). Nach den Angaben des United States Census Bureau hat der CDP eine Gesamtfläche von 19,2 km², wovon 19,0 km² auf Land und 0,2 km² (= 1,08 %) auf Gewässer entfallen.
Teays Valley hat seinen Namen nach dem breiten gleichnamigen Tal, in dem der prä-glaziale Teays River nach Westen strömte. Heute fließen in dem Teil eine Reihe von kleinen Bächen, die sich im Osten des Tales in den Kanawha River und im westlichen Bereich in den Mud River ergießen.

## Demographie
Zum Zeitpunkt des United States Census 2000 bewohnten Teays Valley 12.704 Personen. Die Bevölkerungsdichte betrug 668,3 Personen pro km². Es gab 5062 Wohneinheiten, durchschnittlich 266,3 pro km². Die Bevölkerung Teays Valleys bestand zu 96,39 % aus Weißen, 0,94 % Schwarzen oder African American, 0,11 % Native American, 1,59 % Asian, 0,02 % Pacific Islander, 0,25 % gaben an, anderen Rassen anzugehören und 0,70 % nannten zwei oder mehr Rassen. 0,77 % der Bevölkerung erklärten, Hispanos oder Latinos jeglicher Rasse zu sein.
Die Bewohner Teays Valleys verteilten sich auf 4789 Haushalte, von denen in 39,6 % Kinder unter 18 Jahren lebten. 67,3 % der Haushalte stellten Verheiratete, 9,0 % hatten einen weiblichen Haushaltsvorstand ohne Ehemann und 21,7 % bildeten keine Familien. 19,1 % der Haushalte bestanden aus Einzelpersonen und in 7,6 % aller Haushalte lebte jemand im Alter von 65 Jahren oder mehr alleine. Die durchschnittliche Haushaltsgröße betrug 2,62 und die durchschnittliche Familiengröße 3,00 Personen.
Die Bevölkerung verteilte sich auf 27,2 % Minderjährige, 6,4 % 18–24-Jährige, 29,8 % 25–44-Jährige, 24,1 % 45–64-Jährige und 12,4 % im Alter von 65 Jahren oder mehr. Der Median des Alters betrug 38 Jahre. Auf jeweils 100 Frauen entfielen 92,0 Männer. Bei den über 18-Jährigen entfielen auf 100 Frauen 87,6 Männer.
Das mittlere Haushaltseinkommen in Teays Valley betrug 53.053 US-Dollar und das mittlere Familieneinkommen erreichte die Höhe von 62.711 US-Dollar. Das Durchschnittseinkommen der Männer betrug 52.083 US-Dollar, gegenüber 27.036 US-Dollar bei den Frauen. Das Pro-Kopf-Einkommen belief sich auf 24.236 US-Dollar. 8,1 % der Bevölkerung und 6,5 % der Familien hatten ein Einkommen unterhalb der Armutsgrenze, davon waren 9,6 % der Minderjährigen und 8,0 % der Altersgruppe 65 Jahre und mehr betroffen.

## High Schools
Den in Teays Valley wohnenden Schüler stehen als öffentliche Schulen die beiden High Schools in Hurricane und Winfield zur Verfügung. Die private Teays Valley Christian School befindet sich innerhalb der Doppelortschaft.